# Перевесинка
Перевесинка — село в Турковском районе Саратовской области. Административный центр Перевесинского сельского поселения.

## География
Находится на правом берегу реки Хопёр примерно в 25 км к северу от районного центра, посёлка Турки.

## Население
| 2002 | 2010 |
| ---- | ---- |
| 881  | ↘768 |

### Известные жители
- Гаврилов, Виктор Матвеевич (1909—1982) — председатель Совнархоза Марийского экономико-административного района (1957—1962).

## Уличная сеть
В селе 10 улиц: Высокая, Животноводов, Механизаторов, Молодёжная, Нагорная, Новики, Родниковая, Хопёрская, Центральная, Школьная.

## История
Урочище на реке Хопёр, где теперь село Перевесинки (Трёхсвятительское), отказано было в 1723 году генерал-майору Г. И. Чернышову. Заселение и образование с. Перевесинка произошло при сыне его графе И. Г. Чернышове. Крестьяне из разных губерний: Московской, Владимирской, Ярославской и малороссы (черкесы) из Киевского, Сумского и других полков. Впоследствии вотчина графа перешла к г. Кошелевой, урождённой княгиней Волконской, а в 1790 году — к князю П. А. Волконскому.
О заселении Перевесенки известно из одного судебного дела, доходившего до сената. Доверенный житель Н. Павлов, хлопотавший о вольности для себя и доверителей от князя Волконского, писал, что во второй ревизии в Балашовском уезде селились в диких полях по реке Хопру, на пустопорожней казённой земле служившие в разных украинских полках черкесы, малороссы и образовали село Перевесинку.